# Daïra de Dar El Beïda
La Circonscription administrative de Dar El Beïda est une wilaya déléguée de la wilaya d'Alger dont le chef-lieu est la ville éponyme de Dar El Beïda.

## Localisation
- Le siège de la daïra se trouve à Bab Ezzouar.

## Walis délégués
Le poste de wali délégué de la wilaya déléguée de Dar El Beïda a été occupé par plusieurs personnalités politiques nationales depuis sa création.
| N° | Wali délégué          | Début             | Fin               |
| -- | --------------------- | ----------------- | ----------------- |
| 01 | Mohamed Baahmed       | 2 août 1997       | 22 août 1999      |
| 02 |                       | 1999              | 2000              |
| 03 | Ali Hami              | 13 août 2000      | 16 août 2001      |
| 04 | Mahmoud Djemaâ        | 16 août 2001      | 17 août 2004      |
| 05 | Abdellah Benmansour   | 17 août 2004      | 30 septembre 2010 |
| 06 | Abdelmalek Aboubekeur | 30 septembre 2010 |                   |
| 07 |                       | 24 octobre 2013   |                   |
| 08 | Mouloud Cherifi       | 22 juillet 2015   |                   |
| 09 | Abdelmalek Boutseta   |                   | 7 avril 2021      |
| 10 | Yazid Delfi           | 7 avril 2021      | 6 septembre 2023  |
| 11 | Noureddine Refsa      | 6 septembre 2023  | en cours          |

## Communes
La daïra de Dar El Beïda est constituée de sept communes :
1. Aïn Taya
2. Bab Ezzouar
3. Bordj El Bahri
4. Bordj El Kiffan
5. Dar El Beïda
6. El Marsa
7. Mohammadia

## Religions
Cette daïra algéroise abrite le Djamaâ el Djazaïr dans la commune de Mohammadia.
Cette Mosquée est administrée par la Direction des affaires religieuses et des wakfs d'Alger sous la tutelle du Ministère des Affaires religieuses et des Wakfs.